# Chickasaw County, Iowa
Chickasaw County är ett administrativt område i delstaten Iowa, USA, med 12 439 invånare. Den administrativa huvudorten (county seat) är New Hampton.

## Geografi
Enligt United States Census Bureau har countyt en total area på 1 309 km². 1 307 km² av den arean är land och 2 km² är vatten.

### Angränsande countyn
- Howard County - nord
- Winneshiek County - nordost
- Fayette County - sydost
- Bremer County - syd
- Butler County - sydväst
- Floyd County - väst
- Mitchell County - nordväst

### Orter
- Alta Vista
- Fredericksburg
- Nashua (delvis i Floyd County)
- New Hampton (huvudort)